# Prendere in castagna
La polirematica prendere in castagna è un'antica  frase fatta con cui si intende "sorprendere qualcuno in errore".
La data e il luogo d'origine del detto non sono certi.
Probabilmente, il modo di dire trae origine dal termine tardo latino marro o marronis che significa errore. 
Bisogna anche considerare che in francese antico marrir significava "confondersi" analogamente allo spagnolo marrar che significava "errare".
Con il passare del tempo la frase "prendere in marrone" è diventata "prendere in castagna", associando il frutto dell'albero Castanea sativa all'errore.
L'uso dell'antico significato è rimasto nel termine italiano "smarronare".